# São José da Barra
São José da Barra é um município brasileiro do estado de Minas Gerais.
É um dos municípios mais jovens e mais ricos da região sudoeste de Minas Gerais devido ao ICMS da Usina Hidrelétrica de Furnas.
Sua história se divide em duas etapas, antes e após as águas de Furnas, fato ocorrido quando a cidade ainda era apenas um arraial.

## História
A história de São José da Barra, município localizado no sudoeste de Minas Gerais, remonta ao período colonial e está diretamente ligada à formação territorial do Brasil e aos grandes empreendimentos do século XX. Originalmente chamado de Barra do Rio Sapucaí, o arraial foi fundado na confluência dos rios Sapucaí e Grande, em um ponto estratégico que o tornaria uma das referências geográficas e históricas mais antigas da região, anterior até mesmo à fundação de cidades como Passos e Alpinópolis.

## Origens e Importância Estratégica
Durante o século XVIII, as expedições bandeirantes oriundas da Serra da Mantiqueira chegavam à região pelo curso do Rio Sapucaí, encontrando o então chamado Rio Jeticahy (futuramente batizado como Rio Grande). Essa confluência deu origem à Paragem da Barra, um ponto de parada e referência fundamental em meio às disputas territoriais entre São Paulo e Minas Gerais.
Em 1740, o Papa Bento XIV estabeleceu os limites eclesiásticos entre as dioceses de São Paulo e Minas Gerais, fixando o Rio Sapucaí como marco divisório — o que colocava a região da Barra inicialmente sob jurisdição paulista. No entanto, em 1765, o então governador de Minas, Luís Diogo Lobo da Silva, tomou posse da região pela força, incorporando-a à Capitania de Minas Gerais.

## A Vida na Antiga Barra (Barra Velha)
Até meados do século XX, São José da Barra, também chamada de Pontal da Barra, era um vilarejo ativo com base econômica na agricultura, pesca e comércio. Servia como importante entreposto e ponto de travessia do Rio Grande, com destino à capital Belo Horizonte. A localidade possuía infraestrutura relativamente desenvolvida para a época: escola, igreja, posto de gasolina, armazéns, restaurante, pensão e uma balsa que fazia a travessia do rio.
Um dos principais atrativos turísticos era a queda d’água do Salto, formada no Rio Sapucaí, na junção com o Rio Grande.

## A Construção de Furnas e o Desaparecimento da Cidade
Em 1958, teve início a construção da Usina Hidrelétrica de Furnas, uma das maiores do país. Para a formação do reservatório da usina, era necessário alagar grandes áreas, incluindo a totalidade do vilarejo de São José da Barra.
O processo de remoção dos moradores começou nesse mesmo ano e se estendeu até 1963. Muitos receberam indenizações irrisórias, o que dificultou a reestruturação de suas vidas. O deslocamento foi emocionalmente traumático: os habitantes foram obrigados a deixar suas casas e terras que, em pouco tempo, seriam encobertas pelas águas.
A despedida da antiga cidade ficou marcada por um ato simbólico e religioso: em 15 de julho de 1962, o pároco Padre Ubirajara Cabral celebrou a última missa na antiga matriz, com a presença do bispo Dom Inácio Dalmont e dos frades capuchinhos Justino Prado e Ludovico Gomes. Após a celebração, foi feito o translado da imagem de São José, padroeiro da cidade, em carro aberto até a capela provisória construída na nova localidade.
Pouco tempo depois, com o fechamento das comportas da usina, o reservatório começou a se formar, cobrindo em questão de horas o casario da antiga Barra Velha e apagando fisicamente a cidade do mapa.

## A Nova Barra
A nova cidade foi construída nas proximidades do canteiro de obras da usina, em um local conhecido como Água Limpa, que rapidamente passou a ser chamada de Nova Barra — apelido que perdura até hoje entre os moradores.
O projeto de reconstrução foi liderado novamente pelo Padre Ubirajara Cabral, que idealizou a nova cidade em formato de banjo. Apesar do planejamento, a infraestrutura inicial era precária: sem saneamento, ruas sem asfalto e energia elétrica proveniente de um motor a diesel. Isso contrastava com a vila operária da usina, a poucos quilômetros dali, equipada com hospital, clube, cinema e serviços básicos, mas inacessíveis aos moradores reassentados.

## Emancipação Política
São José da Barra permaneceu como distrito de Alpinópolis por décadas, após ter sido anteriormente distrito de Passosaté 1939. Após diversas tentativas, o município foi oficialmente emancipado em 21 de dezembro de 1995, marcando o reconhecimento administrativo de uma comunidade que soube se reconstruir diante da perda.

## Legado e Memória
Hoje, São José da Barra é símbolo de resiliência e reconstrução, mas também da complexa relação entre desenvolvimento e patrimônio. A antiga Barra jaz sob as águas do lago de Furnas, mas permanece viva na memória dos que ali viveram e de seus descendentes. A história da cidade é uma lembrança permanente de que o progresso precisa, sempre, dialogar com a cultura e a dignidade das pessoas.

## Geografia
A natureza da região é muito rica, a região possui muitos pássaros e animais como suçuaranas, lobos-guarás, jaguatiricas, tamanduás, ouriços, veados-campeiros, quatis, pacas, capivaras, tatupebas e diariamente são vistos atravessando as estradas do município.

## Economia
A economia da cidade é baseada na produção de energia elétrica de Furnas, produção de milho, café, pimenta, criação de gado, produção de frangos e suínos e no turismo ainda nascendo pelo Lago de Furnas.

## Educação
O município conta com duas escolas estaduais e quatro escolas municipais. Conta também com uma escola técnica em eletrotécnica que forma cerca de 140 técnicos por ano.

## Religião
A Igreja Católica Apostólica Romana possui paróquia no município, sendo esta parte da Diocese de Guaxupé, e conta com 5587 fiéis.
As denominações evangélicas está em grande crescimento. Contando com a Assembleia de Deus, Congregação Cristã no Brasil, Igreja Presbiteriana de Furnas, Igreja Batista, Nova Aliança, Igreja Adventista do Sétimo Dia, Testemunhas de Jeová e Comunidade Ministerial, contando com 856 fiéis 